# 功労章

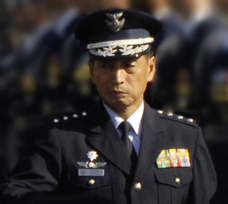
右胸に航空自衛官の特別防衛功労章を着用した田母神俊雄航空幕僚長（当時）

功労章（こうろうしょう）は、功労ある個人を顕彰するために官公庁等が定める表彰記章の一つ。
政府が発行する功労章は、日本国政府が行う表彰のうち賞勲局以外の官庁が賞勲局所管の法令に依らず、各官庁の設置法及び省・庁令を法的根拠として行う表彰に際して個人に贈られる徽章である。勲章のように表彰されたことを示すために制服等に着用することが出来る。ただし、各官庁が運用する点が、賞勲局の取扱いとなる勲章等（「勲章等着用規程」（昭和39年4月28日総理府告示第16号）第1条に規定されるもの）とは異なる。
その他、地方公共団体或は公益法人等の団体が、特定の分野において功労ある人物を顕彰するために授与する栄章の中にも功労章の名が付くものがある。

## 官庁の功労章
国が運用する功労章としては、内閣総理大臣から授与される特別防衛功労章および防衛大臣が授与する1乃至3級防衛功労章、厚生労働大臣が民生委員や児童委員として功労ある者に授与する民生委委員・児童委員功労章、警察庁長官が功労ある警察職員に授与する警察功労章、消防庁長官が功労ある消防吏員、消防団員、消防庁職員に授与する消防庁長官表彰功労章などがある。

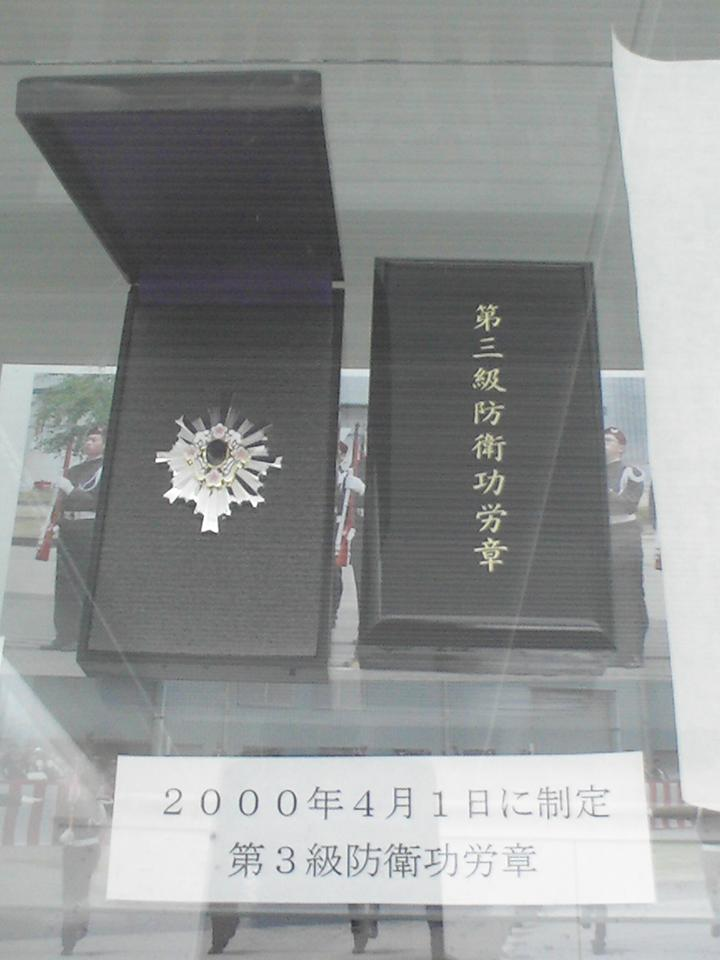
3級防衛功労章
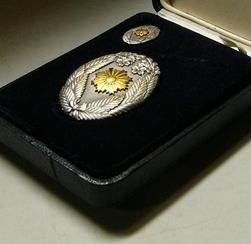
警察功労章
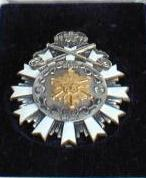
消防庁長官表彰功労章
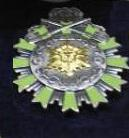
消防庁長官表彰永年勤続功労章

## 地方公共団体等の功労章
市町村が市町村政或あるいは地域自治に功労ある市民に授与・贈呈する市政功労章などのほか、財団法人日本消防協会や各都道府県消防協会、市町村、消防団が授与する功労章などがある。また、一部自治体では消防団員家族に対する内助功労章などがある。
主な功労章
- 県民功労章
- 市政功労章
- 特別功労章
- 永年勤続功労章
- 一等功労章
- 二等功労章
- 三等功労章
- 内助功労章
- 献血功労章（日本赤十字社が制定した記章、現在は廃止）
- 救助特別功労章（日本水難救済会）
- 救助功労章（日本水難救済会）
- 救助出動回数功労章（日本水難救済会）

## 公益法人の功労章
防衛省自衛隊の所管法人である公益社団法人隊友会では会員を対象とした功労章を制定している。

## 「功労章」と和訳される外国の顕彰
ヨーロッパに於ける勲章・褒章・記章の種別は、日本のそれとは一致しない。例えば日本の勲章に相当するものはヨーロッパではオーダー（英：order、仏：ordre、独：Orden）、日本の褒章や記章に相当するものはヨーロッパではデコレーション（英：decoration、仏：décoration、独：Ehrenzeichen）と大別できるが、国によってはデコレーションの一部も日本の勲章に相当するものとして扱う場合がある。そのためこれらを詳記する際には、オーダーは「騎士団勲章」とし、デコレーションは勲章に相当するものは「功労勲章」、そうでないものは「功労章」などと分別して訳出することもある。
ドイツ
ドイツでは、オーダーの中にも生涯における業績を総括評価したものとは別に、特定の分野における功労に対して贈られる「Verdienstorden（独語版）」があり、これが場合によって「功労勲章」または「功労章」と訳出されることがある。例えば、
- 「Verdienstorden der Bundesrepublik Deutschland（独語版）」は「ドイツ連邦共和国功労勲章」

が定訳となっている。
フランス
在日フランス大使館のサイトが、
- 「L’ordre national du Mérite（仏語版）」を「国家功労勲章」[2]
- 「L'ordre des Palmes académiques（仏語版）」「教育功労章」[3]
- 「L’ordre du Mérite agricole（仏語版）」を「農事功労章」[4]
- 「La médaille de la jeunesse et des sports（仏語版）」を「青少年スポーツ功労章」[5]

と訳出している。

## 参考資料
- 岩倉規夫、藤樫準二 『日本の勲章 —日本の表彰制度—』 第一法規出版、1965年
- 小川賢治 『勲章の社会学』 晃洋書房、2009年、ISBN 978-4-7710-2039-9
- 「会員記章と隊友功労章等のご案内」 公益社団法人隊友会ウェブサイト（2016年6月9日閲覧）